# زن‌گرایی
زن‌گرایی (به انگلیسی: Womanism) یک جنبش فمینیستی است که توسط فمینیست‌های سیاهپوست حمایت می‌شود و از آثار نویسنده آفریقایی آمریکایی آلیس واکر در کتاب در جستجوی باغ های مادران ما (۱۹۸۳) سرچشمه می‌گیرد. واکر در سال ۱۹۷۹ اصطلاح «زن‌گرا» را در داستان کوتاه «جدا شدن» ابداع کرد استفاده اولیه او از این اصطلاح برای شامل شدن طیفی از مسائل و دیدگاه‌های پیش روی زنان سیاه‌پوست و دیگران تکامل یافت. واکر «زن‌گرایی» را به‌عنوان پذیرش شجاعت، جسارت، و رفتار خودسرانه زنان سیاه‌پوست، در کنار عشق آن‌ها به زنان دیگر، خود و کل بشریت تعریف کرد. از زمان پیدایش ایده توسط واکر، زن‌گرایی گسترش یافته و حوزه‌های مختلفی را در بر می‌گیرد و مفاهیمی مانند زن‌گرایی آفریقایی و الهیات زن‌گرایانه را به‌وجود آورده است.

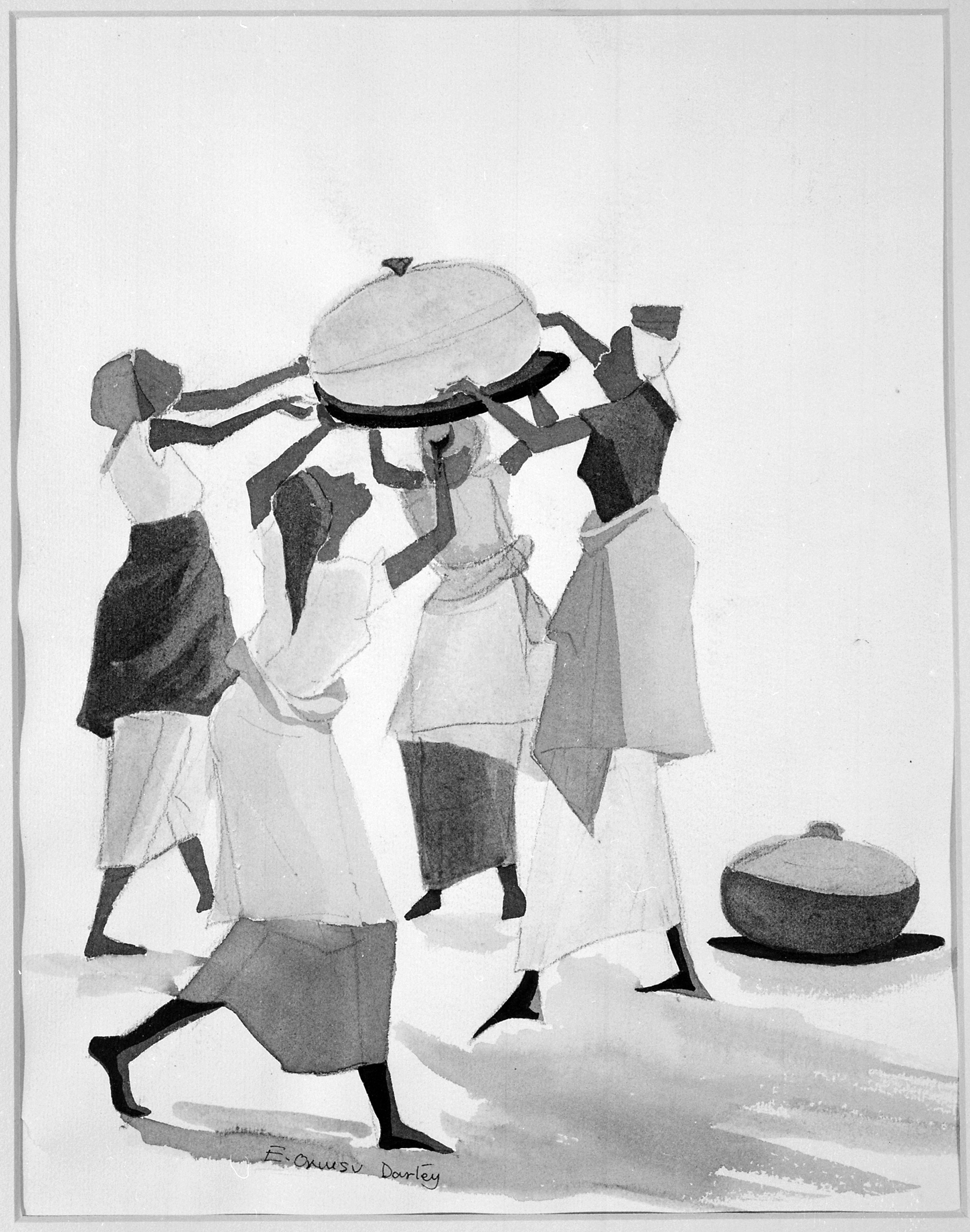
تصویری از وحدت زنان سیاه‌پوست به‌‌عنوان ارزش اصلی زن‌گرایی

زن‌گرایی را می‌توان به‌عنوان یک نظریه اجتماعی مبتنی بر تاریخ و تجربیات روزمره زنان سیاه پوست به‌کار برد. به گفته محقق زن‌گرا لیلی ماپاریان، نظریه زن‌گرایی به‌دنبال «بازگرداندن تعادل بین مردم و محیط، طبیعت و صلح در زندگی انسان با بعد معنوی» است.